# Reflexionsprinzip (Stochastik)
Das Reflexionsprinzip, auch Spiegelungsprinzip oder Reflektionsprinzip genannt, ist eine Aussage über Irrfahrten aus der Theorie der stochastischen Prozesse und somit der Wahrscheinlichkeitstheorie zuzuordnen. Das Reflexionsprinzip ist eine Folgerung aus der starken Markow-Eigenschaft und wird in unterschiedlichen Versionen formuliert, unter anderem für den Wiener-Prozess. Anschaulich liefert das Reflexionsprinzip eine Abschätzung für die Wahrscheinlichkeit, dass ein stochastischer Prozess vor einem gewissen Zeitpunkt einen vorgegebenen Schwellenwert bereits einmal überschritten hat.

## Reflexionsprinzip für die symmetrische Irrfahrt
Gegeben sei eine Folge {\displaystyle (Y_{n})_{n\in \mathbb {N} }} von unabhängig identisch verteilten sowie symmetrischen und reellwertigen Zufallsvariablen.
Sei {\displaystyle X_{0}:=0} und 
{\displaystyle X_{n}:=\sum _{i=1}^{n}Y_{i}}
Dann gilt für alle {\displaystyle n\in \mathbb {N} } und alle {\displaystyle r>0}
{\displaystyle P\left(\sup _{m\leq n}X_{m}\geq r\right)\leq 2P(X_{n}\geq r)-P(X_{n}=r)}
Nehmen die {\displaystyle Y_{i}} fast sicher Werte aus {\displaystyle \{-1,0,1\}} an, so gilt für alle {\displaystyle r\in \mathbb {N} } in der obigen Ungleichung Gleichheit.

## Reflexionsprinzip aus kombinatorischer Sicht
Seien {\displaystyle n>0}, {\displaystyle r\in \{-n,\dots ,n\}} und {\displaystyle b_{n,r}} die Anzahl der Folgen {\displaystyle (s_{0},\dots ,s_{n})} mit {\displaystyle s_{0}=0}, {\displaystyle s_{n}=r} und {\displaystyle s_{i+1}-s_{i}\in \{-1,1\}}. Wenn {\displaystyle n+r} gerade ist, gilt
{\displaystyle b_{n,r}={\binom {n}{\tfrac {n+r}{2}}}}.
Das Spiegelungsprinzip gibt nun folgende Aussage:

### Satz
Sei {\displaystyle n\in \mathbb {(} N),k,r\in \mathbb {Z} }. Bezeichne {\displaystyle a_{n,k,r}} die Anzahl der Wege von {\displaystyle (0,0)} nach {\displaystyle (n,k)} welche die Gerade {\displaystyle y=r} schneiden oder berühren. Dann gilt:
{\displaystyle a_{n,k,r}=a_{n,-k,-r}=b_{n,2r-k}}

#### Beweis
Sei {\displaystyle t_{r}=\min \limits _{j\in \{0,\dots ,n\}}\{s_{j}=r\}}. Spiegeln wir nun den verbliebenen Wegteil von {\displaystyle (t_{r},n)} bis {\displaystyle (n,k)} an der Geraden {\displaystyle y=r}, so erhalten wir einen neuen Weg von {\displaystyle (0,0)} nach {\displaystyle (n,2r-k)}. Auch dieser Weg berührt oder schneidet die Gerade {\displaystyle y=r}. Auf diese Weise können die Wege bijektiv aufeinander abgebildet werden und die Behauptung folgt.

## Reflexionsprinzip für den Wiener-Prozess
Sei {\displaystyle (W_{t})_{t\in \mathbb {R} ^{+}}} ein Wiener-Prozess sowie {\displaystyle T>0} und {\displaystyle r>0}. Dann gilt
{\displaystyle P(\sup\{B_{t}\,|\,t\in [0,T]\}>r)=2P(B_{T}>r)=P(|B_{T}|>r)}.
Über die Dichte der Normalverteilung erhält man die weitere Abschätzung
{\displaystyle P(|B_{T}|>r)\leq {\sqrt {\frac {4T}{2\pi r^{2}}}}\exp \left({\frac {-r^{2}}{2T}}\right)}.